# Earthlings (phim)
Earthlings là một phim tài liệu Mỹ năm 2005 về việc con người sử dụng động vật làm thú cưng, thức ăn, quần áo, giải trí, và thí nghiệm khoa học do Shaun Monson đạo diễn. Bộ phim được dẫn thoại bởi Joaquin Phoenix, âm thanh bởi Moby, sản xuất bởi Libra Max và Maggie Q. Phần kế tiếp với tiêu đề Unity được phát hành năm 2015.

## Nội dụng
Nói về cửa hàng thú cưng, trang trại chó con, và nghề nghiệp liên quan đến động vật, Earthlings chứa những thước phim quay bằng camera giấu kín để tường thuật lại hiện thực hàng ngày của một số ngành công nghiệp lớn nhất thế giới, tất cả phụ thuộc vào động vật. Từ đó, bộ phim đưa ra sự tương quan giữa đẳng cấp loài với phân biệt chủng tộc, phân biệt giới tính và các loại hình phân biệt đối xử khác.

## Sản xuất
Bộ phim bắt nguồn từ một thước phim mà nhà biên soạn, đạo diễn và nhà sản xuất Shaun Monson quay tại những trại trú nạn động vật ở Los Angeles năm 1999. Monson ban đầu quay cho một chuỗi các thông báo phục vụ công cộng (public service annoucements) về việc thiến thú cưng, nhưng những gì ông thấy khiến ông cảm động đến mức quyết định làm một bộ phim tài liệu. Bộ phim cần đến sáu năm nữa mới hoàn thành do khó khăn trong việc thu thập cảnh quay từ những ngành công nghiệp liên quan đến động vật.

## Quảng bá
Joaquin Phoenix nói về bộ phim tài liệu, "Trong tất cả bộ phim tôi từng làm, đây là bộ khiến người ta lên tiếng nhiều nhất. Cứ mỗi người coi Earthlings, họ sẽ nói cho ba người khác". Nhà triết học về quyền động vật Tom Regan bình luận, "Với những người xem Earthlings, thế giới sẽ không bao giờ còn như trước nữa".

## Giải thưởng
Năm 2005, Earthlings ra mắt tại Liên hoan Phim Artivist, nơi nó đoạt giải Phim tài liệu hay nhất, theo sau tại Liên hoan Phim Quốc tế Boston và đoạt Giải Nội dung xuất sắc nhất và Liên hoan Phim Quốc tế San Diego, nơi nó thắng giải Phim tài liệu xuất sắc nhất, và giải Nhân văn cho Phoenix bởi đóng góp của anh trong bộ phim).

## Mối quan hệ với khủng hoảng con tin Lutsk
Ngày 21 tháng 7 năm 2020, một người đàn ông tự nhận là Maksym Plokhoy cướp một xe buýt cùng mười ba hành khách tại thành phố Lutsk, miền Bắc Ukraine, và đưa ra nhiều yêu cầu, trong đó có việc Tổng thống Ukraine, Volodymyr Zelensky, phải đăng một bài viết kêu gọi mọi người xem Earthlings. Trong vài giờ đồng hồ, Zelensky hoàn thành yêu cầu của Krivosh bằng cách đăng một video lên Facebook mà trong đó ông nói bằng tiếng Nga, "Mọi người nên coi bộ phim Earthlings 2005". Krivosh sau đó thả ba con tin. Sau khi đụng độ với cảnh sát, Krivosh bị bắt giữ, mười con tin còn lại được thả mà không bị thương, và video của Tổng thống bị xóa.